# ایون اوستیان
ایون اوستیان (انگلیسی: Ion Ustian؛ زادهٔ ۱۲ سپتامبر ۱۹۳۹) اقتصاددان، سیاستمدار و دیپلمات اهل مولداوی است.
وی همچنین برندهٔ جوایزی همچون نشان پرچم سرخ کار شده‌است.